# Будукан
Будукан (рос. Будукан) — село у Облученському районі Єврейської автономної області Російської Федерації.
Входить до складу муніципального утворення Бірське міське поселення. Населення становить 1107 осіб (2010).

## Історія
Згідно із законом від 26 листопада 2003 року органом місцевого самоврядування є Бірське міське поселення.

## Населення
| 2002 | 2010  |
| ---- | ----- |
| 1479 | ↘1107 |